# Сазонов, Александр Геннадьевич
Алекса́ндр Генна́дьевич Сазо́нов (род. 29 ноября 1980, Омск) — российский хоккеист, защитник. Тренер.

## Биография
С 6 лет занимался в СДЮШОР-22 (детской школе омского «Авангарда»), тренер — В. А. Зыков.
После многолетних скитаний по российским командам оказался наконец в 2002 году в челябинском «Тракторе». В 2006 году помог челябинцам оформить путёвку в Суперлигу. Некоторое время исполнял обязанности капитана команды и ассистента капитана.
4 ноября 2011 года был обменян на Андрея Колесникова и стал выступать за «Витязь» вплоть до 2012 года.
В 2013—2015 годах выступал за ХК «Рубин».
С 2016 года работал тренером-преподавателем по спорту в СДЮШОР ХК «Мечел». Тренировал команду юношей 2002 года рождения. С 2023 года — тренер по работе защитниками и тренер «Авангарда»-2011.

## Семья
Женат. 2 сына.

## Статистика выступлений за клубы России
|         |                  |      | Регулярный сезон | Регулярный сезон | Регулярный сезон | Регулярный сезон | Регулярный сезон | Плей-офф | Плей-офф | Плей-офф | Плей-офф | Плей-офф |
| Сезон   | Команда          | Лига | Игр              | Г                | П                | Очк              | Штр              | Игр      | Г        | П        | Очк      | Штр      |
| ------- | ---------------- | ---- | ---------------- | ---------------- | ---------------- | ---------------- | ---------------- | -------- | -------- | -------- | -------- | -------- |
| 1999/00 | Авангард         | ЧР   | 12               | 0                | 0                | 0                | 8                | 2        | 0        | 0        | 0        | 25       |
| 2000/01 | Кристалл Саратов | ЧР   | 44               | 4                | 8                | 12               | 46               | --       | --       | --       | --       | --       |
| 2000/01 | Кристалл Саратов | ЧР   | 11               | 2                | 2                | 4                | 10               | --       | --       | --       | --       | --       |
| 2001/02 | Мечел Челябинск  | ЧР   | 6                | 0                | 0                | 0                | 6                | --       | --       | --       | --       | --       |
| 2001/02 | Мостовик Курган  | ЧР   | 18               | 2                | 3                | 5                | 10               | --       | --       | --       | --       | --       |
| 2002/03 | Трактор          | ВЛ   | 31               | 1                | 2                | 3                | 55               | --       | --       | --       | --       | --       |
| 2003/04 | Трактор          | ВЛ   | 52               | 4                | 4                | 8                | 66               | 15       | 1        | 0        | 1        | 18       |
| 2004/05 | Трактор          | ВЛ   | 44               | 2                | 2                | 4                | 28               | 8        | 0        | 0        | 0        | 10       |
| 2005/06 | Трактор          | ВЛ   | 42               | 7                | 6                | 13               | 44               | 14       | 2        | 0        | 2        | 39       |
| 2006/07 | Трактор          | СЛ   | 54               | 1                | 4                | 5                | 94               | --       | --       | --       | --       | --       |
| 2007/08 | Трактор          | СЛ   | 56               | 4                | 17               | 21               | 42               | 3        | 0        | 0        | 0        | 4        |
| 2008/09 | Трактор          | КХЛ  | 55               | 3                | 5                | 8                | 64               | 3        | 0        | 0        | 0        | 4        |
| 2009/10 | Трактор          | КХЛ  | 53               | 7                | 14               | 21               | 79               | --       | --       | --       | --       | --       |
| 2010/11 | Трактор          | КХЛ  | 53               | 3                | 8                | 11               | 30               | --       | --       | --       | --       | --       |
| 2011/12 | Нефтехимик       | КХЛ  | 13               | 0                | 1                | 1                | 15               | --       | --       | --       | --       | --       |
| 2011/12 | Витязь           | КХЛ  | 31               | 0                | 5                | 5                | 88               | --       | --       | --       | --       | --       |
| 2012/13 | Автомобилист     | КХЛ  | 45               | 1                | 4                | 5                | 32               | --       | --       | --       | --       | --       |
| 2013/14 | Рубин            | ВХЛ  | 49               | 2                | 5                | 7                | 28               | 21       | 1        | 1        | 2        | 4        |
| 2014/15 | Рубин            | ВХЛ  | 24               | 2                | 3                | 5                | 10               | --       | --       | --       | --       | --       |

## Достижения
- 2005 — Чемпион XXII зимней Универсиады в Австрии.
- 2006 — Чемпион Высшей лиги сезона 2005/06.